# 極秘捜査
『極秘捜査』（ごくひそうさ、原題：극비수사）は、2015年公開の韓国映画。1978年の釜山で実際に起こった誘拐事件を映画化した作品。誘拐された少女の生還のために手を組む刑事と占い師の極秘捜査を描く。

## ストーリー
1978年の釜山で漁業を営む裕福な家庭の子女が誘拐される。コン・ギルヨン刑事（キム・ユンソク）は犯人逮捕より少女の救出を優先し、少女の家庭に泊まり込んで極秘捜査を行うことを決断する。しかし、犯人は一向に接触する気配がなく、時が過ぎる。事件が展開を見せないことで憔悴した少女の家族は数々の占い師を訪ねて娘の安否を探ろうとするが、どの占い師も娘は既に死亡していると答える。ただ一人だけキム・ジュンサン（ユ・ヘジン）という導師は15日後に犯人から連絡があること、コン刑事が事件を解決することを予言する。15日後、犯人から少女の家庭に電話があり、少女がまだ生きていることを確信したコン刑事はキム導師と協力し、少女の救出に奔走する。

## キャスト
- コン・ギルヨン：キム・ユンソク (山路和弘)
- キム導師：ユ・ヘジン
- ヒョンテ：ソン・ヨンチャン
- グィジャ：イ・ジョンウン (寺依沙織)
- ウンジュの叔母：チャン・ヨンナム
- ソ・ジョンハク：チョン・ホビン
- ギリョンの妻：パク・ヒョジュ

## 受賞歴
- 第24回釜日映画賞：最優秀監督賞（クァク・キョンテク）